# Нормальная форма дифференциальных уравнений
Нормальная форма дифференциальных уравнений есть наипростейшая эквивалентная форма исходных уравнений. Нормальная форма получается с помощью специальных замен зависимых и независимых переменных задачи с целью максимального упрощения структуры уравнений. В математике эти замены переменных связаны с инфинитезимальными преобразованиями групп Ли. В физике вопросы, связанные с нормальной формой, получили отражение в теореме Эмми Нётер. 
Впервые идея построения нормальной формы уравнений была сформулирована выдающимся французским учёным Анри Пуанкаре в работе о новых методах небесной механики. Основная мысль, высказанная Пуанкаре, состоит в том, чтобы не стараться всеми силами решить исходные уравнения, а найти такую замену переменных, которая привела бы уравнения к простейшему, по возможности, к линейному виду. Используя обратную замену переменных, можно восстановить исходное решение. Ключевой вопрос — всегда ли существует такая взаимооднозначная замена переменных, что её результатом будут линейные уравнения, — решен в общем случае отрицательно. Оказалось, что если система имеет резонанс в особой точке, то в окрестности этой точки искомой замены нет. Полученные в результате нормализующих преобразований уравнения получили краткое название «нормальная форма».

## Примеры нормальных форм
1. Нормальная форма автономной системы дифференциальных уравнений в окрестности «неособой» точки (где задаваемое этой системой векторное поле в фазовом пространстве {\displaystyle (x_{1},\ldots ,x_{n})} отлично от нуля):
{\displaystyle {\frac {dx_{1}}{dt}}=1,\ {\frac {dx_{2}}{dt}}=\cdots ={\frac {dx_{n}}{dt}}=0,}

2. Нормальная форма вырожденных уравнений «взрывной неустойчивости»
{\displaystyle {\frac {dx}{dt}}=x^{2}}
есть исходная форма. Уравнения не сводятся к линейным из-за нулевого собственного значения. Если собственное число — ноль, то резонанс есть всегда.

3. Нормальная форма уравнений линейного осциллятора
{\displaystyle {\frac {d^{2}x}{dt^{2}}}+x=0}
представляется парой линейных уравнений для комплексно-сопряженных переменных
{\displaystyle {\frac {dz}{dt}}+iz=0}
и
{\displaystyle {\frac {dz^{*}}{dt}}-iz^{*}=0,}
где {\displaystyle z=x+i{\frac {dx}{dt}}} есть нормальная координата.

4. Нормальная форма логистического уравнения с квадратичной нелинейностью
{\displaystyle {\frac {dx}{dt}}=-x+cx^{2}}
есть следующая линейная форма
{\displaystyle {\frac {dy}{dt}}=-y.}
В том, что {\displaystyle y} есть нормальная координата, можно убедиться непосредственной подстановкой
{\displaystyle x=y+{\frac {y}{1+cy}},}
которая получается в результате применения асимптотической процедуры построения нормализующего преобразования.

5. Нормальная форма уравнений нелинейного осциллятора с затуханием
{\displaystyle {\frac {d^{2}x}{dt^{2}}}+2\epsilon {\frac {dx}{dt}}+x+f(x)=0}
есть пара линейных комплексно-сопряженных уравнений
{\displaystyle {\frac {dz}{dt}}-(i{\sqrt {1-\epsilon ^{2}}}-\epsilon )z=0}
и
{\displaystyle {\frac {dz^{*}}{dt}}+(i{\sqrt {1-\epsilon ^{2}}}+\epsilon )z^{*}=0,}
где {\displaystyle z} — искомая нормальная координата. Функция {\displaystyle f} — произвольный степенной ряд по аргументу {\displaystyle x}, начинающийся с квадратичных членов разложения.

6. Нормальная форма нелинейных уравнений движения в окрестности «седла»
{\displaystyle {\frac {dx_{1}}{dt}}=-x_{1}+h_{1}(x_{1},x_{2});}
{\displaystyle {\frac {dx_{2}}{dt}}=x_{2}+h_{2}(x_{1},x_{2}),}

где {\displaystyle h_{1}} и {\displaystyle h_{2}} — произвольные степенные ряды, начинающиеся с квадратичных членов по переменным {\displaystyle x_{1}} и {\displaystyle x_{2}}, есть пара нелинейных уравнений

{\displaystyle {\frac {dy_{1}}{dt}}=-y_{1}+y_{1}f(y_{1}y_{2});}
{\displaystyle {\frac {dy_{2}}{dt}}=y_{2}+y_{2}g(y_{1}y_{2}),}

где {\displaystyle f} и {\displaystyle g} — произвольные степенные ряды по единому аргументу {\displaystyle y_{1}y_{2}}. В данном случае систему не удается привести к линейной нормальной форме из-за наличия резонанса.

7. Нормальная форма уравнения, не разрешённого относительно производной, в окрестности простейшей особой точки (то есть точки, вблизи которой уравнение не может быть однозначно разрешено относительно производной) — так называемая нормальная форма Чибрарио
{\displaystyle {\Bigl (}{\frac {dy}{dx}}{\Bigr )}^{2}=x,}